# Ágnes Vadai

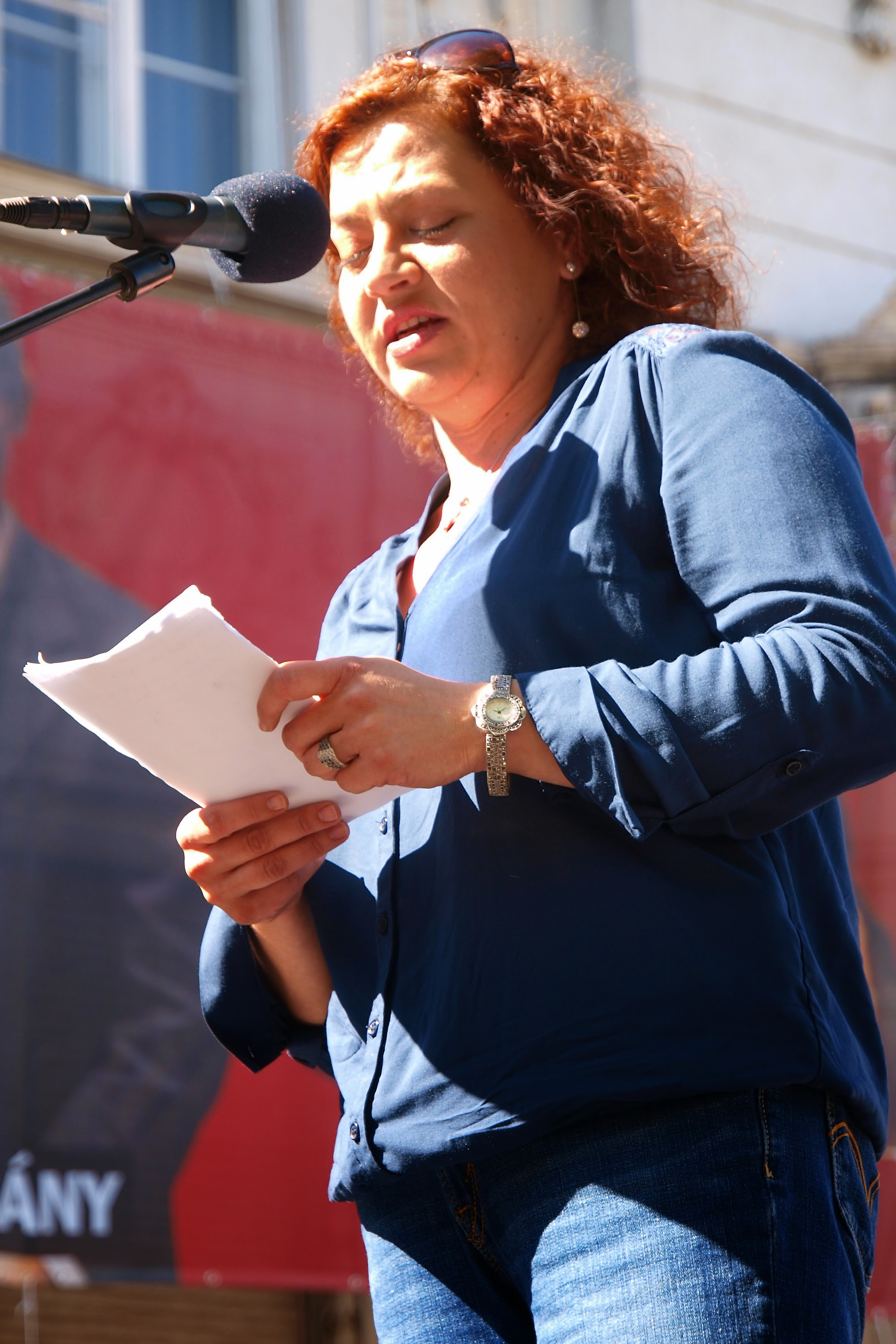
Vadai Ágnes 2013

Ágnes Vadai (* 11. Februar 1974 in Karcag, Ungarn) ist eine ungarische Politikerin und Wissenschaftlerin für internationale Beziehungen. Sie ist seit 2002 Abgeordnete der ungarischen Nationalversammlung.
In ihren ersten Amtszeiten war sie Abgeordnete der Ungarischen Sozialistischen Partei. Im Jahr 2011 war sie Gründungsmitglied der Demokratischen Koalition, als diese noch eine Fraktion innerhalb der Ungarischen Sozialistischen Partei war, und wurde später deren stellvertretende Vorsitzende. Sie war 2004 Mitglied des 5. Europäischen Parlamentes.
Vadai wurde 2002 erstmals ins ungarische Parlament gewählt und 2006, 2010, 2014 und 2018 wiedergewählt. Von Juli 2007 bis Mai 2010 war sie Staatssekretärin im Verteidigungsministerium.

## Leben
Vadai besuchte das zweisprachige Katalin-Varga-Gymnasium in Szolnok. 1997 schloss sie ihr Studium der Internationalen Beziehungen und des Spanischen an der Wirtschaftsuniversität Budapest ab. Zwischen 1997 und 2000 war sie Stipendiatin an der BKE-Doktorandenschule für internationale Beziehungen. Ab 1999 studierte sie an der Fakultät für Politikwissenschaft und Recht der Eötvös-Loránd-Universität und promovierte 2003. Seit 2000 ist sie Professorin an der Nemzeti Közszolgálati Egyetem (ehemals Zrínyi-Miklós-Universität für Nationale Verteidigung). Neben Ungarisch spricht Vadai sechs Sprachen: Englisch, Französisch, Russisch, Spanisch, Norwegisch und Deutsch.